# Obertura irregular
Una obertura irregular és una obertura d'escacs que es caracteritza per unes inusuals o rares primeres jugades de les blanques. Entre aquesta mena d'obertures hi ha:
- 1.a3 (obertura Anderssen)
- 1.a4 (obertura Ware)
- 1.b4 (obertura Sokolsky, també coneguda com a «polonesa» o «orangutan»)
- 1.c3 (obertura saragossana)
- 1.d3 (obertura Mieses)
- 1.e3 (obertura Van 't Kruijs)
- 1.f3 (obertura Barnes, també coneguda com a obertura Gedult)
- 1.g4 (atac Grob)
- 1.h3 (obertura Clemenz, o atac Basman)
- 1.h4 (obertura Desprez, o obertura Kadas)
- 1.Ca3 (obertura Durkin)
- 1.Cc3 (obertura Dunst)
- 1.Ch3 (obertura Amar, també coneguda com a obertura París)

Les obertures anteriors són totes categoritzades amb el Codi ECO A00. Les obertures que no són «irregulars» comprenen:
- 1.e4 (Obertura de peó de rei)
- 1.d4 (Obertura de peó de dama)
- 1.c4 (Obertura anglesa)
- 1.Cf3 (Obertura Réti o Obertura Zukertort)
- 1.f4 (Obertura Bird)
- 1.g3 (Obertura Benko) i
- 1.b3 (Obertura Larsen).

Si les blanques juquen una obertura regular i les negres responen d'alguna manera poc convencional, l'obertura no es categoritza sota el codi A00. Per exemple, 1.e4 a6 és classificat sota B00 (obertura del peó de rei).